# Yoshiro Nakamura
Yoshiro Nakamura (født 17. oktober 1979) er en tidligere japansk fodboldspiller.
Han har spillet for flere forskellige klubber i sin karriere, herunder Kashima Antlers og Sanfrecce Hiroshima.